# Berlinia lundensis
Berlinia lundensis är en ärtväxtart som beskrevs av Antonio Rocha da Torre och Jean Olive Dorothy Hillcoat. Berlinia lundensis ingår i släktet Berlinia och familjen ärtväxter. Inga underarter finns listade i Catalogue of Life.